# Episodi di Heartbeat (diciassettesima stagione)
La diciassettesima stagione della serie televisiva Heartbeat è stata trasmessa in anteprima nel Regno Unito dalla ITV1 tra l'11 novembre 2007 e il 28 settembre 2008.
| nº | Titolo originale                 | Titolo italiano | Prima TV UK       | Prima TV Italia |
| -- | -------------------------------- | --------------- | ----------------- | --------------- |
| 1  | Stop Gap                         | inedito         | 11 novembre 2007  | inedito         |
| 2  | Heirs Apparent                   | inedito         | 18 novembre 2007  | inedito         |
| 3  | Night Mail                       | inedito         | 25 novembre 2007  | inedito         |
| 4  | Love Story                       | inedito         | 2 dicembre 2007   | inedito         |
| 5  | Another Sleepy, Dusty, Delta Day | inedito         | 16 dicembre 2007  | inedito         |
| 6  | Touch and Go                     | inedito         | 23 dicembre 2007  | inedito         |
| 7  | Burying the Past                 | inedito         | 30 dicembre 2007  | inedito         |
| 8  | Only Make Believe                | inedito         | 6 gennaio 2008    | inedito         |
| 9  | The Devil Rides Out              | inedito         | 13 gennaio 2008   | inedito         |
| 10 | Changing Roles                   | inedito         | 23 marzo 2008     | inedito         |
| 11 | A Brush with the Law             | inedito         | 30 marzo 2008     | inedito         |
| 12 | The Heart of a Man               | inedito         | 6 aprile 2008     | inedito         |
| 13 | Out of the Long Dark Night       | inedito         | 18 maggio 2008    | inedito         |
| 14 | Take Three Girls                 | inedito         | 25 maggio 2008    | inedito         |
| 15 | Hey Hey LBJ                      | inedito         | 1º giugno 2008    | inedito         |
| 16 | Danse Macabre                    | inedito         | 27 luglio 2008    | inedito         |
| 17 | Missing Persons                  | inedito         | 3 agosto 2008     | inedito         |
| 18 | Taking Stock                     | inedito         | 10 agosto 2008    | inedito         |
| 19 | The Big Chill                    | inedito         | 17 agosto 2008    | inedito         |
| 20 | Bully Boys                       | inedito         | 24 agosto 2008    | inedito         |
| 21 | It Came from Outer Space         | inedito         | 31 agosto 2008    | inedito         |
| 22 | You Never Can Tell               | inedito         | 14 settembre 2008 | inedito         |
| 23 | Mixed Messages                   | inedito         | 21 settembre 2008 | inedito         |
| 24 | Oscar's Birthday                 | inedito         | 28 settembre 2008 | inedito         |